# Số vòng quay hàng tồn kho
Số vòng quay hàng tồn kho (hay Hệ số quay vòng của hàng tồn kho) là một trong những tỷ số tài chính để đánh giá hiệu quả hoạt động của doanh nghiệp.
Tỷ số này được tính ra bằng cách lấy doanh thu (hoặc giá vốn hàng bán) trong một kỳ nhất định chia cho bình quân giá trị hàng tồn kho trong cùng kỳ. Ở đây, bình quân giá trị hàng tồn kho bằng trung bình cộng của giá trị đầu kỳ và giá trị cuối kỳ.
Tỷ số cho biết hàng tồn kho quay bao nhiêu vòng trong kỳ để tạo ra số doanh thu được ghi nhận trong kỳ đó. Tỷ số càng cao có thể là dấu hiệu doanh nghiệp hoạt động có hiệu quả. Chỉ số này thể hiện khả năng quản trị hàng tồn kho hiệu quả như thế nào. Chỉ số vòng quay hàng tồn kho càng cao càng cho thấy doanh nghiệp bán hàng nhanh và hàng tồn kho không bị ứ đọng nhiều trong doanh nghiệp. Có nghĩa là doanh nghiệp sẽ ít rủi ro hơn nếu nhìn thấy trong báo cáo tài chính, khoản mục hàng tồn kho có giá trị giảm qua các năm. Tuy nhiên chỉ số này quá cao cũng không tốt vì như thế có nghĩa là lượng hàng dự trữ trong kho không nhiều, nếu nhu cầu thị trường tăng đột ngột thì rất khả năng doanh nghiệp bị mất khách hàng và bị đối thủ cạnh tranh giành thị phần. Thêm nữa, dự trữ nguyên liệu vật liệu đầu vào cho các khâu sản xuất không đủ có thể khiến cho dây chuyền bị ngưng trệ. Vì vậy chỉ số vòng quay hàng tồn kho cần phải đủ lớn để đảm bảo mức độ sản xuất đáp ứng được nhu cầu khách hàng.